# Чувари плаже (филм)
Чувари плаже (енгл. Baywatch) је америчка акциона комедија филм из 2017. године редитеља Сета Гордона, а по сценарију Дејмијана Шенона и Марка Свифта на основу истоимене серије аутора Мајкла Берка, Дагласа Шварца и Грегорија Џ. Бонана која је се приказивала од 1989. до 2001. на каналу NBC. Продуценти филма су Иван Рајтман, Мајкл Берк, Даглас Шварц, Грегори Џ. Бонан и Биу Флајн. Музику је компоновао Кристофер Ленерц.
Насловну улогу тумачи Двејн Џонсон као спаслац Мич Бјукенон, док су у осталим улогама Зек Ефрон, Александра Дадарио, Кели Рорбах, Џон Бас, Пријанка Чопра и Дејвид Хаселхоф. Светска премијера филма је била одржана 25. маја 2017. у Сједињеним Америчким Државама.
Буџет филма је износио 69 000 000 долара, а зарада од филма је 177 900 000 долара.

## Радња
Чувари плаже прате оданог спасиоца Мича Бјукенона (Двејн Џонсон) док се сукобљава с дрским новим регрутом Метом Бродијем (Зек Ефрон). Заједно, они ће разоткрити криминални план који прети да уништи будућност залива.

## Улоге
| Глумац             | Улога          |
| ------------------ | -------------- |
| Двејн Џонсон       | Мич Бјукенон   |
| Зек Ефрон          | Мет Броди      |
| Александра Дадарио | Самер Квин     |
| Кели Рорбах        | Си Џеј Паркер  |
| Џон Бас            | Рони Гринбаум  |
| Пријанка Чопра     | Викторија Лидс |
| Дејвид Хаселхоф    | камео          |
| Памела Андерсон    | камео          |